# Limnichus latiusculus
Limnichus latiusculus is een keversoort uit de familie dwergpilkevers (Limnichidae). De wetenschappelijke naam van de soort werd in 1901 gepubliceerd door Edmund Reitter.